# Невский 1-й пехотный полк
1-й пехотный Невский Генерал-Фельдмаршала Графа Ласси, ныне Его Величества Короля Эллинов полк — пехотная воинская часть Русской императорской армии. В 1833 — 1918 годах входил в состав 1-й пехотной дивизии.
- Старшинство — 9 мая 1706 года.
- Полковой праздник — 16 августа.

## История
- 9 мая 1706 — Сформирован в Санкт-Петербурге из рекрутов и солдат регулярных полков как пехотный Куликова полк.
- 21 июля 1706 — Император Петр Великий повелел Санкт-Петербургскому обер-коменданту, генерал-майору Брюсу, комплектовать находившийся в Петербурге в кадровом составе пехотный Куликова Невский полк.
- 10 марта 1708 — Невский полк.
- 9 февраля 1711 — Невский пехотный полк.
- 16 февраля 1727 — 2-й Владимирский пехотный полк.
- 6 ноября 1727 — Невский пехотный полк.
- 29 ноября 1796 — Невский мушкетерский полк.
- 31 октября 1798 — Мушкетерский генерал-лейтенанта князя Волконского 1-го полк.
- 26 января 1800 — Мушкетерский генерал-лейтенанта князя Горчакова 1-го полк.
- 8 марта 1800 — Мушкетерский генерал-лейтенанта князя Горчакова 2-го полк.
- 31 марта 1801 — Невский мушкетерский полк.
- 29 августа 1805 — 6 рот отчислено на формирование Виленского мушкетерского полка.
- 22 февраля 1811 — Невский пехотный полк.
- 28 января 1833 — В состав полка вошёл 1-й Морской полк.
- 24 мая 1833 — Создание 1-й пехотной дивизии в составе Невского, Софийского, Нарвского и Копорского полков (впоследствии этот состав оставался неизменным до 1918 г.); 2-й батальон бывшего 1-го Морского полка передан в Калужский пехотный полк, а взамен получен от него 1-й батальон бывшего 3-го Морского полка. Назван Невским морским полком.
- 20 января 1846 — Пехотный Его Величества Короля Неаполитанского полк.
- 19 мая 1859 — Невский пехотный полк.
- 6 апреля 1863 — 4-й батальон и бессрочно-отпускные 5-го и 6-го батальонов отчислены на формирование Невского резервного пехотного полка.
- 4 марта 1864 — Невский пехотный полк.
- 25 марта 1864 — 1-й Невский пехотный полк.
- 4 мая 1867 — Шефом полка стал греческий король Георг I, полк получил наименование 1-й пехотный Невский Его Величества Короля Эллинов полк, а погоны был нанесён вензель — две скрещенные буквы «Г».
- 1892 — Полк переведён на постоянную дислокацию в Рославль.
- 28 марта 1913 — После убийства Георга I, шефом полка становится новый король Греции Константин.
- 7 мая 1914 — 1-й пехотный Невский Генерал-Фельдмаршала Графа Ласси, ныне Его Величества Короля Эллинов полк.
- 18 июля 1914 — Выделил часть личного состава для сформирования Рославльского 221-го пехотного полка.
- 6 августа 1914 — В составе 2-й армии генерала Самсонова перешёл границу Германии.
- 16 августа 1914 — Полк попал в окружение, уцелела лишь небольшая часть личного состава, однако Георгиевское знамя не было захвачено врагом, поэтому полк не был расформирован и после переформирования воевал на Северном фронте.
- 1918 — расформирован.

## Боевые походы
- 1736—1739 — Турецкая война. Взятие Перекопа и Бахчисарая.
- 1741—1743 — Шведская война. Взятие Вильманстранда.
- 1756—1763 — Семилетняя война. Сражения при Гросс-Егерсдорфе, Цорндорфе, Франкфурте. Взятие Берлина.
- 1769—1774 — Турецкая война. Сражения при Хотине, Рябой могиле, Ларге, Кагуле, Браилове, Силистрии.
- 1788—1790 — Шведская война. Сражение при Гекфорсе.
- 1806 — Война четвёртой коалиции (Русско-прусско-французская). Битва при Пултуске.
- 1808—1809 — Шведская война. Отражение десантов. Поход на Аландские острова в составе армии Багратиона.
- 1812—1814 — Отечественная война. В начале войны полк находился на Аландских островах. Затем участвовал в обороне Курляндии от войск маршала Макдональда. Бой под Чашниками. Сражение под Смолянами. Сражение при Березине. Взятие Кенигсберга. Участие в осаде Данцига, Сражения при Лейпциге, Ножане, Нонжи, Бар-Сюр-Обе, Люберсале, Труа, Суассоне, Краоне, Лаоне, взятие Парижа.
- 1828—1829 — Турецкая война. Осада Силистрии, сражение при Кулевче.
- 1831 — Польское восстание. Шавли.
- 1863 — Польское восстание.
- 1877—1878 — Русско-турецкая война за освобождение Болгарии. Бои за Аяслярские высоты, при Аблонове, Осиково, Черковны, Чаиркиое и Бей-Ворбовке, под Разградом.
- 1914—1918 — Первая мировая война.

## Отличия
- Георгиевское полковое знамя за отличие при Кулевче в 1829 г. и в турецкую воину 1877—78 гг.
- Серебряные трубы за взятие Берлина в 1760 г.
- Знаки на шапки, за отличие в турецкую войну 1877—78 гг.
- Гренадерский бой, пожалованный в 1833 г.

## Шефы
- 03.12.1796—26.01.1800 — генерал-майор (с 14.03.1798 генерал-лейтенант) князь Волконский, Николай Алексеевич
- 26.01.1800—08.03.1800 — генерал-лейтенант князь Горчаков, Алексей Иванович
- 08.03.1800—17.02.1803 — генерал-лейтенант князь Горчаков, Андрей Иванович
- 17.02.1803—01.01.1813 — генерал-майор (с 18.10.1812 генерал-лейтенант) Сазонов, Иван Терентьевич
- 20.01.1846—19.05.1859 — король Неаполитанский Фердинанд II
- 04.05.1867—05.03.1913 — король Греции Георг I
- 28.03.1913—хх.хх.1917 — король Греции Константин I

## Командиры
- 05.05.1715 — 24.05.1731 — полковник (с 24.02.1728 бригадир, с 28.04.1730 генерал-майор) князь Щербатов, Михаил Юрьевич
- хх.хх.1731 — 10.05.1737 — полковник Воейков, Алексей Фёдорович
- 31.12.1737 — хх.хх.1739 — полковник Воронин, Василий Акимович
- хх.хх.1739 — 14.06.1740 — полковник Данилов, Илларион Иванович
- 25.10.1740 — 01.01.1748 — полковник Давыдов, Афанасий Романович
- 01.01.1748 — 25.12.1755 — полковник Леонтьев, Николай Михайлович
- 25.12.1755 — 01.01.1759 — полковник Фуллертон, Роман Иванович
- 05.03.1759 — 03.03.1763 — полковник Клапье де Колонг, Иоганн (Иван) Александрович
- 17.04.1763 — 25.09.1771 — полковник (с 21.04.1771 бригадир) князь Голицын, Пётр Фёдорович
- 25.09.1771 — хх.хх.1772 — полковник Бегичев, Пётр Семёнович
- 13.03.1772 — 07.02.1776[1] — полковник Зиновьев, Андрей
- 01.01.1779 — хх.хх.1779 — полковник князь Долгоруков, Алексей Степанович
- хх.хх.1779 — 18.10.1787[1] — полковник (с 21.04.1785 бригадир) фон Штокман, Василий Егорович
- хх.хх.1787 — 01.01.1795 — полковник (с 25.03.1791 бригадир) Танеев, Сергей Михайлович
- 01.01.1795 — 13.10.1797 — полковник Горемыкин, Дмитрий Мартынович
- 08.07.1798 — 13.09.1799 — полковник Завалишин, Иринарх Иванович
- 19.09.1799 — 05.03.1806 — подполковник (с 11.03.1800 полковник) Гарнаульт, Иван Иванович
- 29.03.1806 — 17.01.1807 — подполковник Шульц, Карл Астафьевич
- 17.01.1807 — 08.04.1809 — подполковник (с 12.12.1807 полковник) Паттон, Александр Яковлевич
- 26.05.1809 — 01.12.1814 — подполковник (с 30.08.1811 полковник) Шеле, Густав Христианович
- 01.12.1814 — 29.04.1816 — подполковник Мосолов
- 02.05.1816 — 16.07.1818 — подполковник (с 12.12.1816 полковник) Шеле 2-й
- 16.07.1818 — 06.12.1827 — полковник Тришатный, Александр Львович
- 06.12.1827 — 30.08.1831 — подполковник (с 01.07.1829 полковник) Крюков, Александр Павлович
- 24.05.1833 — 11.02.1837 — полковник Макалинский
- 14.03.1837 — 20.05.1842[2] — полковник Мартинау, Карл Алексеевич (снят с должности за побеги нижних чинов и переведён с понижением в пехотный принца Карла Прусского полк)
- 20.05.1842 — 15.12.1842 — полковник Ковалевский, Михаил Константинович
- 15.12.1842 — 22.10.1851 — полковник (с 08.04.1851 генерал-майор) Вильбоа, Даниил Александрович
- 08.11.1851 — 29.11.1855 — полковник (с 08.09.1855 генерал-майор) Головачевский, Егор Дмитриевич
- 29.11.1855 — 1859/1860 — полковник Ратковский, Виктор Петрович
- 1859/1860 — 10.09.1863 — полковник Дейбнер, Аполлон Леонтьевич
- 10.09.1863 — 10.09.1866 — полковник князь Крапоткин, Александр Иванович
- 10.09.1866 — 23.06.1871 — полковник Корево, Антон Ксаверьевич (Наримунович)
- 23.06.1871 — хх.хх.1878 — полковник Больдт, Фёдор Егорович
- 22.09.1878 — 08.07.1886 — полковник Костенко, Юрий Фёдорович
- 28.08.1886 — 31.05.1893 — полковник Гунниус, Теодор Карлович
- 07.06.1893 — 24.10.1899 — полковник Артоболевский, Александр Михайлович
- 28.11.1899 — 26.11.1901 — полковник Окулич, Станислав Антонович
- 31.12.1901 — 05.11.1904 — полковник Роде, Василий Павлович
- 02.02.1905 — 12.06.1910 — полковник Михайлов, Иван Александрович
- 12.06.1910 — 25.03.1911 — полковник Свечин, Сергей Александрович
- 25.03.1911 — 08.07.1911 — полковник Рейнбот, Ростислав Ростиславович
- 08.07.1911 — 17.08.1914[3] — полковник Первушин, Михаил Григорьевич
- 02.01.1915 — хх.02.1915[4] — полковник Арнольди, Константин Николаевич
- 19.03.1915 — 07.12.1915 — полковник фон Сиверс, Яков Яковлевич
- 07.12.1915 — 22.04.1917 — полковник Бурневич, Матвей Яковлевич
- 28.04.1917 — после 03.11.1917 — полковник Колесников, Александр Евсеевич

## Известные люди, служившие в полку
- Аклечеев, Иван Матвеевич, генерал-майор
- Бухарский, Андрей Иванович, писатель
- Валуев, Аркадий Михайлович, генерал-майор Генерального штаба, военный губернатор Северного Сахалина, губернатор Сахалинской области
- Грандмэзон, Николас де, русский художник, белоэмигрант
- Дивов, Иван Иванович, сенатор
- Долгоруков, Юрий Владимирович, генерал-аншеф
- Егоров, Лаврентий Дорофеевич, военный топограф
- Курочкин, Владимир Степанович, драматург, переводчик, редактор, издатель и сатирик
- Муравьёв, Михаил Артемьевич, эсер, главком Красной Армии на Украине
- Щербатов, Михаил Юрьевич, генерал-майор, губернатор Архангельска
- Яхонтов, Виктор Александрович, генерал, эмигрант
- Теслев, Александр Петрович, генерал от инфантерии
- Удалых, Никифор Климович, фельдфебель-подпрапорщик, полный кавалер солдатского Георгиевского креста.

## Расквартирование
- С.-Петербург и его окрестности 1703—1709 гг.
- Кексгольм (Корела) 1710 г.
- Киев 1713—1716 гг.
- Тверь, затем г. С.-Петербург после 1717—1719 гг.
- Або (Финляндия) до 1720 г.
- остров Котлин 1721 г.
- Ярославль (летом несёт караулы в С.-Петербурге) 1725—1727 гг.
- Владимир 1727 г.
- Санкт-Петербург после 1737 г.
- Нарва 1739 г.
- Выборг после 1741—1756 гг.
- в Бессарабии и в Крыму после 1775—1778 гг.
- в Польше 1778—1780 гг.
- Санкт-Петербург 1780 −1788 гг.
- в Финляндии до 1806 г.
- в Финляндии после 1806—1812 гг.
- в городах Прибалтийского края, преимущественно в С.-Петербурге, Риге и в Финляндии 1815—1828 гг.
- Рига (и несение караулов в С.-Петербурге) до 1846-го г.
- Гродненская губерния 1864—1872 гг. (По другим данным, полк уже в 1869 году стоял в Смоленске)
- Смоленск 1872—1876 гг.
- Смоленск 1878—1882 гг.
- Москва 1882—1892 гг.
- Рославль Смоленской губ. 1892—1906 гг.
- Воронеж 1906—1908 гг.
- Рославль Смоленской губ. 1908—1914 гг.[5]

## Знаки различия

### Офицеры
| Описание     | Знаки различия по состоянию на 1911 г. | Знаки различия по состоянию на 1911 г. | Знаки различия по состоянию на 1911 г. | Знаки различия по состоянию на 1911 г. | Знаки различия по состоянию на 1911 г. | Знаки различия по состоянию на 1911 г. | Знаки различия по состоянию на 1911 г. | Знаки различия по состоянию на 1911 г. | Знаки различия по состоянию на 1911 г. |
| ------------ | -------------------------------------- | -------------------------------------- | -------------------------------------- | -------------------------------------- | -------------------------------------- | -------------------------------------- | -------------------------------------- | -------------------------------------- | -------------------------------------- |
|              |                                        |                                        |                                        |                                        |                                        |                                        |                                        |                                        |                                        |
| Погоны       |                                        |                                        |                                        |                                        |                                        |                                        |                                        |                                        |                                        |
|              |                                        |                                        |                                        |                                        |                                        |                                        |                                        |                                        |                                        |
| Классный чин |                                        | Полковник                              | Подполковник                           | Майор (упразднён в 1884г.)             | Капитан                                | Штабс-капитан                          | Пору́чик                                | Подпору́чик                             | Пра́порщик                              |
| Группа       | Штаб-офицеры                           | Штаб-офицеры                           | Штаб-офицеры                           | Штаб-офицеры                           | Обер-офицеры                           | Обер-офицеры                           | Обер-офицеры                           | Обер-офицеры                           | Обер-офицеры                           |

### Унтер-офицеры и рядовые
|                 |                  |               |               |                      |                      |          |         |
| Погоны          |                  |               |               |                      |                      |          |         |
|                 |                  |               |               |                      |                      |          |         |
| Воинское звание | Зауряд-прапорщик | Подпрапорщик  | Фельдфебель   | Старший унтер-офицер | Младший унтер-офицер | Ефрейтор | Рядовой |
| Группа          | Унтер-офицеры    | Унтер-офицеры | Унтер-офицеры | Унтер-офицеры        | Унтер-офицеры        | Рядовые  | Рядовые |